# Zyprische Badmintonmeisterschaft 2015
Die Zyprische Badmintonmeisterschaft 2015 fand vom 18. bis zum 19. April 2015 statt. Es war die 26. Auflage der nationalen Titelkämpfe von Zypern im Badminton.

## Medaillengewinner
| Disziplin    | Gold                                  | Silber                              | Bronze                                |
| ------------ | ------------------------------------- | ----------------------------------- | ------------------------------------- |
| Herreneinzel | George Nicolaou                       | Charis Charalambous                 | Andreas Frangou                       |
| Herreneinzel | George Nicolaou                       | Charis Charalambous                 | Kyriacos Pissis                       |
| Dameneinzel  | Eleni Christodoulou                   | Stephanie Pinhary                   | Andrea Chrysostomou                   |
| Dameneinzel  | Eleni Christodoulou                   | Stephanie Pinhary                   | Maria Avraamidou                      |
| Herrendoppel | George Nicolaou Elias Nicolaou        | Andreas Frangou Charis Charalambous | Christakis Temereas Philippos Kneknas |
| Herrendoppel | George Nicolaou Elias Nicolaou        | Andreas Frangou Charis Charalambous | Kyriacos Pissis Nicolas Panayiotou    |
| Damendoppel  | Stephanie Pinhary Eleni Christodoulou | Maria Avraamidou Diana Knekna       | Eleni Psilogeni Sophoclia Ellina      |
| Damendoppel  | Stephanie Pinhary Eleni Christodoulou | Maria Avraamidou Diana Knekna       | Elena Kenta Andrea Chrysostomou       |
| Mixed        | George Nicolaou Eleni Christodoulou   | Philippos Kneknas Stephanie Pinhary | Charis Charalambous Diana Knekna      |
| Mixed        | George Nicolaou Eleni Christodoulou   | Philippos Kneknas Stephanie Pinhary | Andreas Frangou Andrea Chrysostomou   |